# Дачія (Буюкань)
«Дачія» (рум. Fotbal Club Dacia Buiucani) — молдовський футбольний клуб з Кишинева, заснований 1997 року. Виступає у найвищому дивізіоні Молдови.

## Історичні назви
| Роки      | Назви               |
| --------- | ------------------- |
| 1997–2008 | CSCT «Буюкань»      |
| 2008–2011 | CSCA «Буюкань»      |
| 2011–2017 | «Дачія»-2 (Буюкань) |
| з 2018    | «Дачія» (Буюкань)   |

## Історія
Клуб заснований, як дитячо-юнацька футбольна команда. У 2008 клуб зазнав певної реорганізації та дебютував у Дивізіоні A Молдови. У 2011 «Буюкань» уклав угоду про співробітництво з клубом «Дачія» (Кишинів) та отримав назву «Дачія»-2 (Буюкань). Ця співпраця тривала до 2017 року, поки «Дачія» (Кишинів) не вибув з національного дивізіону Молдови та був розпущений.
З 2018 року команда носить сучасну назву, а у 2019 отримала право виступати у найвищому дивізіону Молдови.

## Досягнення
- Дивізіон A Молдови

Друге місце (2): 2013–14, 2019